# Grupul de la München

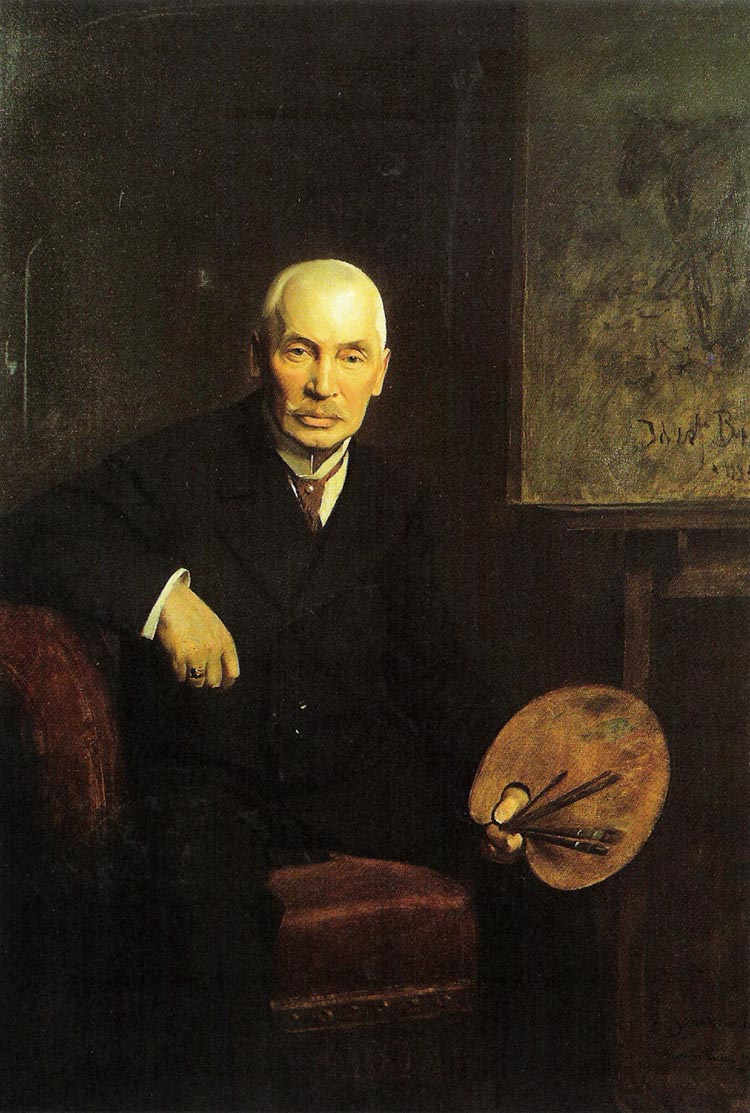
Portretul lui Józef Brandt realizat de Boleslaw Szankowski

Grupul de la München sau Școala de la München a fost o mișcare artistică a pictorilor realiști polonezi, de la sfârșitul secolului al XIX-lea și începutul secolului al XX-lea. Mulți dintre acești pictori au venit la München pentru a studia la universitățile de aici. Unii dintre ei au dobândit recunoaștere internațională, alții au venit doar pentru a vizita orașul sau a participa la expozițiile organizate în galeriile de artă. Inspirați din evenimentele istorice și naționale la care au luat parte pe teritoriul Poloniei de astăzi, inspirați de asemenea  de peisajele poloneze precum și de tradițiile lor, artiștii care mai târziu și-au coagulat apartenența la acest grup, au avut inițial tendințe romantice reflectate în pictura istorică și a scenelor de luptă. Pe măsură ce timpul a trecut și realiștii tineri au venit la München, realismul și-a pus amprenta în mai toate lucrările cu scene de gen și peisagistică. În acest fel a devenit celebră dominanța de maro și gri folosită în compozițiile cromatice sub numele de „sosuri de München”. Pânzele cu portretele artiștilor polonezi de la Academia de Arte Frumoase din München au fost foarte apreciate de vânzători și foarte dorite de cumpărători. În mod cu totul similar „peisajele poloneze” au avut un succes deosebit, ele fiind denumite cu termenul de „polnische Landschaften”.

## Istoric
Primul polonez care a studiat la München a fost sculptorul Karol Ceptowski (1828). Artiștii dornici de afirmare au ales de multe ori orașul München mai ales în a șasea și a șaptea decadă a secolului al XIX-lea. Ei veneau să urmeze cursurile Academiei de Arte Frumoase din München precum și în școli private sau în atelierele și studiourile pictorilor consacrați, cum au fost: Hermann Anschütz, Gyula Benczúr, Alexander von Liezen-Mayer, Karl von Piloty, Otto Seitz, Alexander Strähuber, Alexander Wagner, Franz Adam, Anton Ažb.
Liderul artiștilor polonezi care au venit la München pentru studii, a fost Joseph Brandt, care în anul 1863 și-a început și el cursurile de artă la Academia din München. Școlile private au primit o mulțime de pictori polonezi cum au fost Stanisław Grocholski și Alfred Wierusz-Kowalski. Similar la München au venit Roman Kochanowski și Władysław Czachórski. În München era și Ignacy Korwin Milewski, mare colecționar, protector și patron al artelor. Majoritatea celor 200 de tablouri colecționate de el sunt acum expuse la Muzeul Național din Varșovia.
Münchenul era denumit în glumă „Călugării” sau „Bavarezii atenieni”. Între  anul 1836 și primul război mondial numărul polonezilor munhenezi era de circa 600 de persoane (din care aproximativ 322 erau la studii universitare). Un loc preferat de întâlnire a fost Café Tambosi.

## Membri fondatori
Cei care au fondat Grupul de la München au fost: Józef Chełmoński, Władysław Czachórski, Julian Fałat, Aleksander Gierymski, Maksymilian Gierymski, Aleksander Kotsis, Alfred Wierusz-Kowalski, Władysław Malecki, Cyprian Norwid, Zygmunt Sidorowicz, Józef Simmler, Aleksander Świeszewski, Maurycy Trębacz și Franciszek Żmurko. Liderul grupului a fost Joseph Brandt.

## Reprezentanți
Din Grupul de la München au făcut parte următorii artiști: Olga Boznańska, Józef Brandt, Józef Chełmoński, Adam Chmielowski, Florian Cynk, Władysław Czachórski, Franciszek Teodor Ejsmond, Walery Eljasz-Radzikowski, Julian Fałat, Thalia Flora-Karavia, Aleksander Gierymski, Maksymilian Gierymski, Jan Nepomucen Głowacki, Michał Gorstkin-Wywiórski, Leopold Gottlieb, Stanisław Grocholski, Artur Grottger, Gustaw Gwozdecki, Alfons Karpiński, Apoloniusz Kędzierski,  Roman Kochanowski, Juliusz Kossak, Wojciech Kossak, Ludwik de Laveaux, Stanisław Lentz, Aleksander Lesser, Jacek Malczewski, Stanisław Masłowski, Jan Matejko, Edward Okuń, Wacław Pawliszak, Ignacy Pieńkowski, Kazimierz Pochwalski, Tadeusz Popiel, Witold Pruszkowski, Jan Rosen, Zygmunt Rozwadowski,   Bronisława Rychter-Janowska, Henryk Siemiradzki, Józef Simmler, Ludwik Stasiak, Henryk Szczygliński, Korneli Szlegel Wacław Szymanowski, Pantaleon Szyndler,  Maurycy Trębacz, Władysław Wankie, Alfred Wierusz-Kowalski, Stanisław Witkiewicz, Leon Wyczółkowski, Franciszek Żmurko.

## Galerie imagini

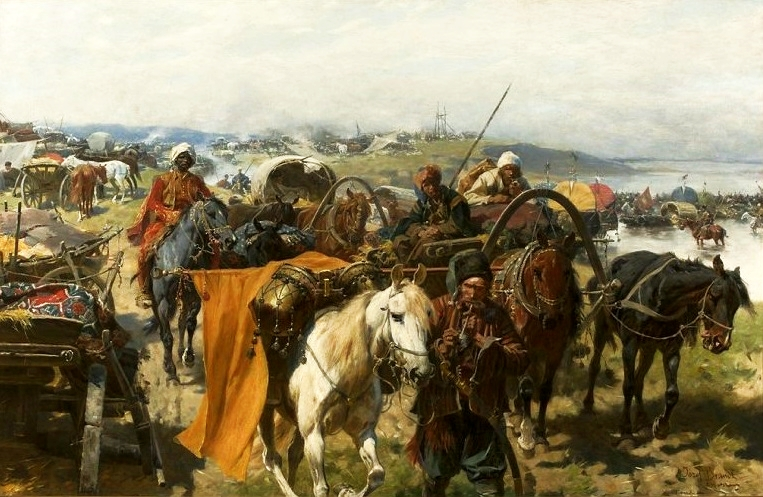
Józef Brandt, Obóz Zaporożców (ok. 1880)
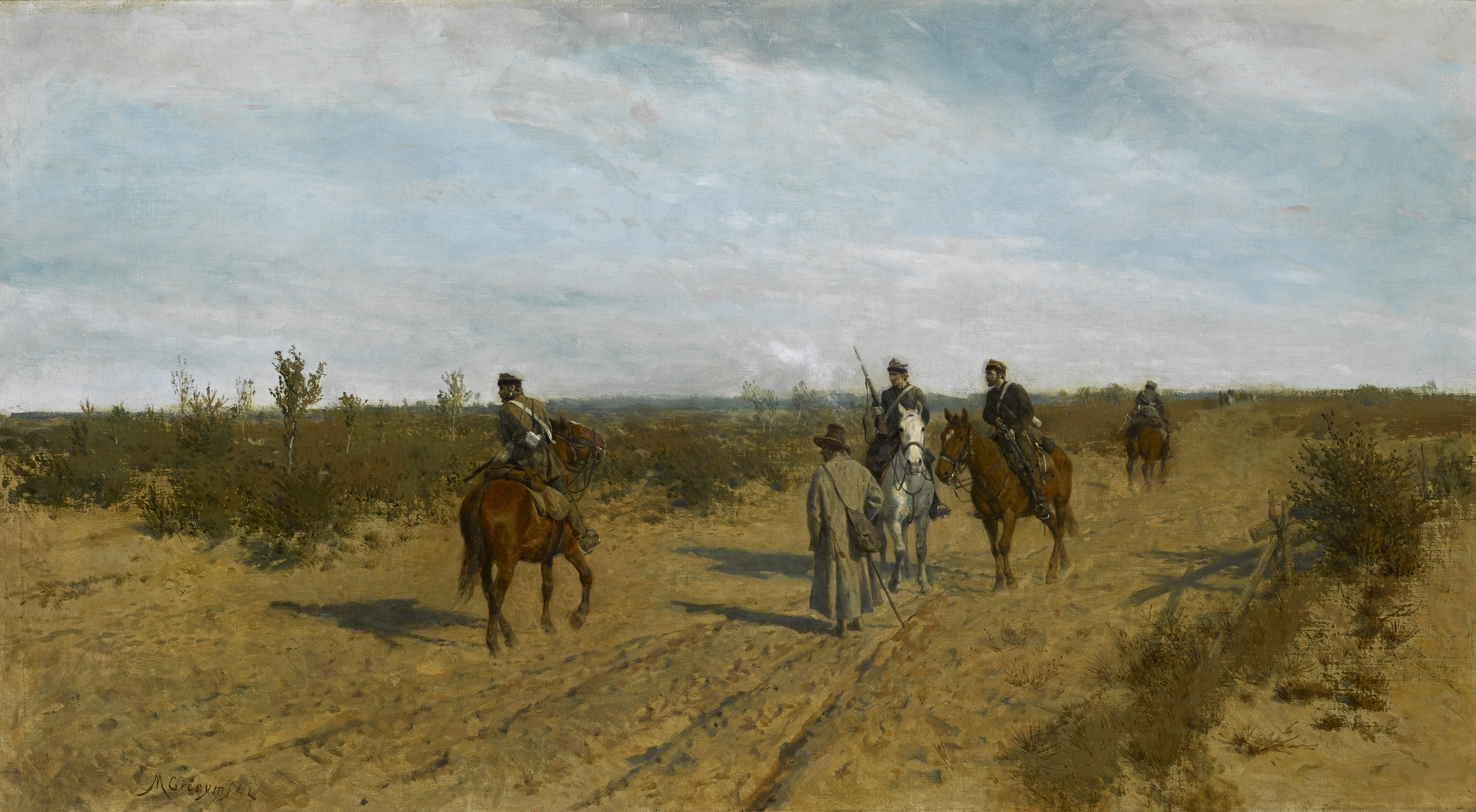
Maksymilian Gierymski, Patrula, 1872
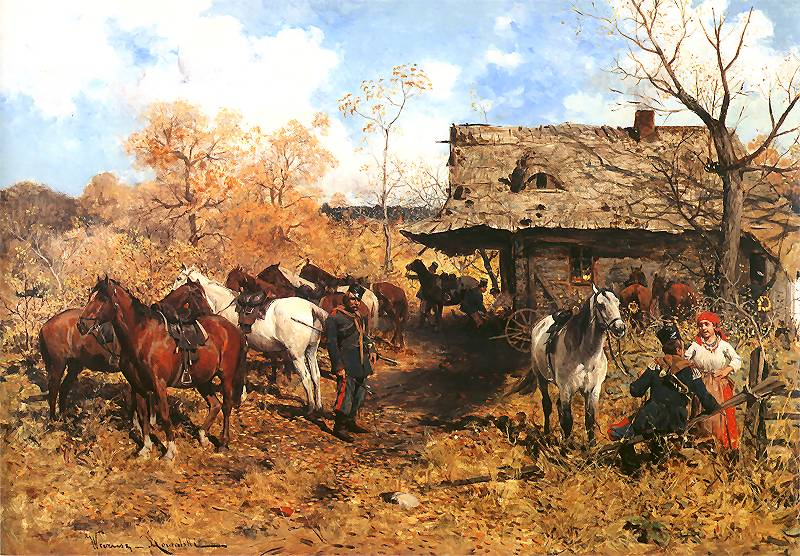
Alfred Wierusz-Kowalski, Postój ułanów, 1877
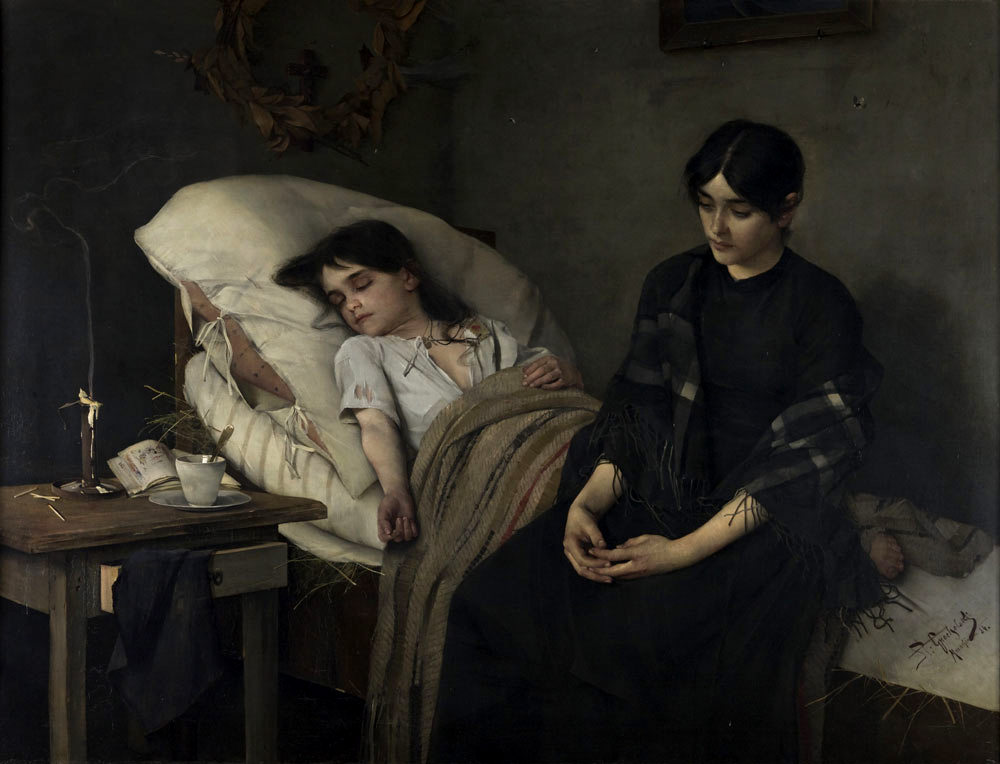
Stanisław Grocholski, Śmierrć sieroty, 1879
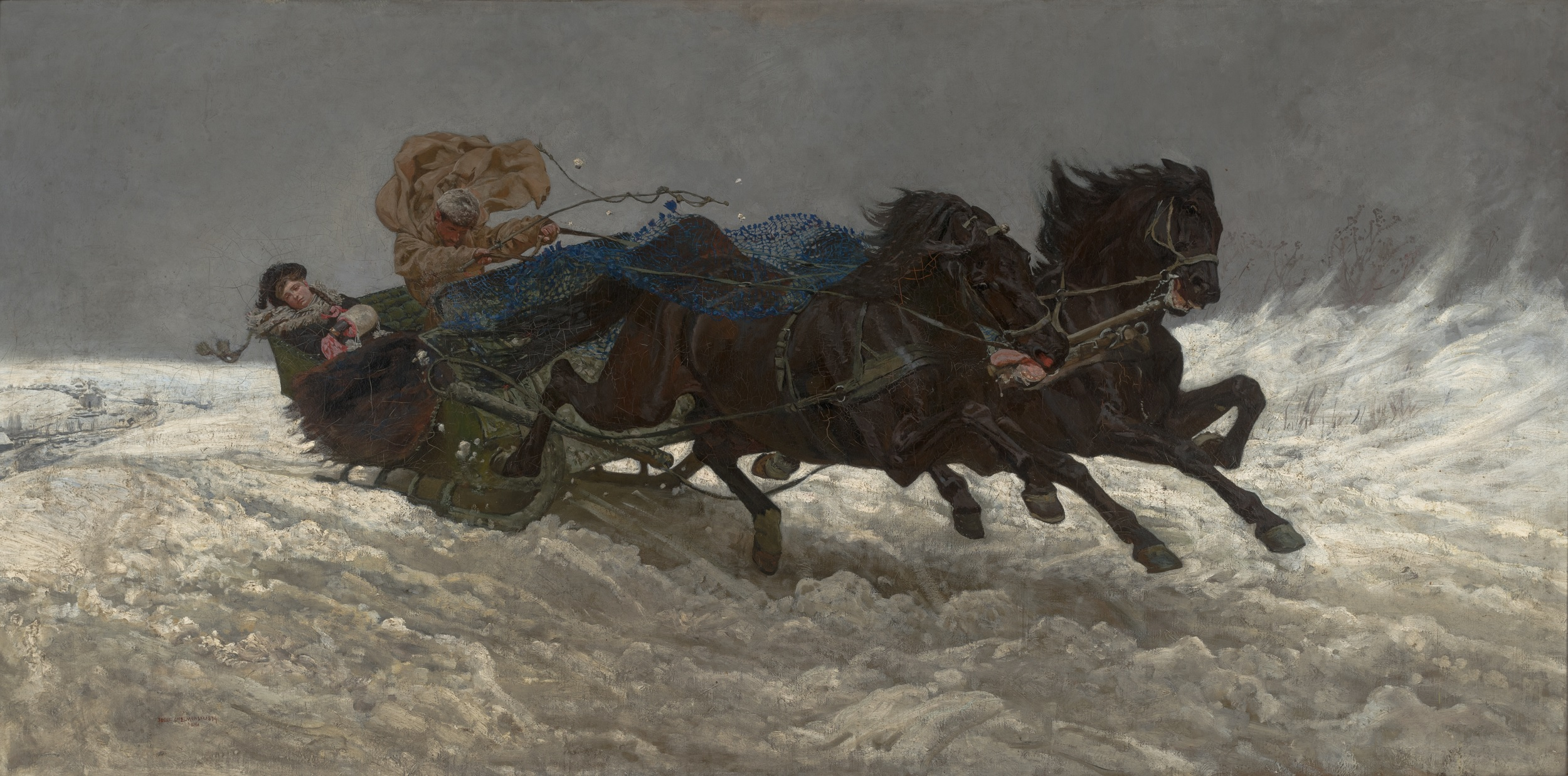
Józef Chełmoński, Powrót z balu (1879)